# Romeo & Juliet
Romeo & Juliet – pierwszy singel zapowiadający siódmy album niemieckiego zespołu Blue System, Hello America. Został wydany 17 lutego 1992 roku przez wytwórnię Hansa International.

## Lista utworów
7" (Hansa 115 116) (BMG) 17.02.1992
| Nr | Tytuł                           | Długość |
| -- | ------------------------------- | ------- |
| 1. | Romeo & Juliet (Single Version) | 3:45    |
| 2. | Romeo & Juliet (Instrumental)   | 3:45    |

12" (Hansa 615 116) (BMG) 17.02.1992
| Nr | Tytuł                           | Długość |
| -- | ------------------------------- | ------- |
| 1. | Romeo & Juliet (Maxi-Version)   | 5:05    |
| 2. | Romeo & Juliet (Single-Version) | 3:45    |
| 3. | Romeo & Juliet (Instrumental)   | 3:45    |

CD (Hansa 665 116) (BMG) 17.02.1992
| No. | Tytuł                           | Długość |
| --- | ------------------------------- | ------- |
| 1.  | Romeo & Juliet (Single-Version) | 3:45    |
| 2.  | Romeo & Juliet (Maxi-Version)   | 5:05    |
| 3.  | Romeo & Juliet (Instrumental)   | 3:45    |

## Lista przebojów (1992)
| Państwo | Szczytowe Miejsce |
| ------- | ----------------- |
| Niemcy  | 25                |
| Austria | 22                |

## Autorzy
- Muzyka: Dieter Bohlen
- Autor Tekstów: Dieter Bohlen
- Wokalista: Dieter Bohlen
- Producent: Dieter Bohlen
- Aranżacja: Dieter Bohlen
- Współproducent: Luis Rodriguez